# Општина Жоица (Ђурђу)
Жоица (рум. Joiţa) општина је у Румунији у округу Ђурђу.
Oпштина се налази на надморској висини од 99 m.